# Mitthyridium fasciculatum
Mitthyridium fasciculatum là một loài rêu trong họ Calymperaceae. Loài này được Hook. & Grev. H. Rob. mô tả khoa học đầu tiên năm 1975.